# Alfred Samler Brown
Alfred Samler Brown (1859 — 17 de julho de 1936), frequentemente referido simplesmente por A. Samler Brown, foi um autor de guias de viagem que se especializou nas ilhas da Macaronésia, especialmente nas ilhas Canárias, onde residiu. Produziu um guia das ilhas Canárias, Madeira e Açores que teve mais de uma dezena de edições, sendo considerado um guia de nível e credibilidade excepcionais.

## Biografia
Em 1889 publicou a primeira edição do guia intitulado «Madeira and the Canary Islands. A Practical and Complete Guide for the Use of Invalids and Tourists», obra que em sucessivas edições revistas e aumentadas acabou por se tornar a mais conhecida colecção de guias sobre os arquipélagos da Madeira, das Canárias e dos Açores.
Inicialmente restrito às Canárias e à Madeira, a partir da 4.ª edição, de 1896, passou a incluir informação sobre os Açores, inicialmente um pequeno capítulo de 3 páginas, que foi sendo progressivamente alargado. A partir da 6.ª edição, de 1901, passou a designar-se Madeira and Canary Islands, with the Azores: a Practical and Complete Guide for use of Invalids and Tourists, passando a incluir extensa informação sobre os Açores. A obra foi sucessivamente reeditada, pelo menos até 1932, ano em que saiu a 14ª edição. O guia teve 14 edições: a primeira em 1889; a 2.ª em 1890; 3.ª em 1894; 4.ª em 1896; 5.ª em 1898; 6.ª em 1901; 7.ª em 1903; 8.ª em 1905; 9.ª em 1908; 10.ª em 1910; 11.ª em 1913; 12.ª em 1922; 13.ª em 1927; 14.ª e última em 1932. Em 2000 foi feita uma edição em espanhol.
Para além de aspectos históricos, políticos, geográficos e geológicos, o autor dá, em relação às diferentes ilhas, notícias muito precisas sobre aspectos climáticos, águas termais, vida social, características da população, actividades agrícolas e comerciais, exportações, importações e indicações muito práticas sobre serviços disponíveis, desde hospedagem a transportes, correios, câmbios, excursões, clubes ou jornais.

## Obras publicadas
Entre outras obras é autor das seguintes monografias:
- The Castle Line Illustrated Handbook of Madeira, Grand Canary and Teneriffe.
- Madeira and Canary Islands a Practical and Complete Guide for the use of Invalids and Tourists with eleven maps and five plans in the colours. Londres, Sampson Low, Marston and Cº. Ltd. (1.ª edição em 1889, com sucessivas edições, aumentadas e revistas, até 1932).
- Report on the social and economical condition of the Canary Islands, 1892.
- Brown's Madeira. Canary Islands and the Azores; a practical and complete guide for the use of tourists and invalids, with coloured maps and plans and numerous sectional and other diagrams. Londres, Simpkins, Marshall, Hamilton, Kent & Cº. Ltd., com várias edições até 1933.
- Trenerife and its Six Satelites
- Brown’ South Africa.
- The guide to South Africa: for the use of tourists, sportsmen, invalids and settlers, with coloured maps, plans and diagrams
- Guide to South and East Africa, 1914.
- Samler Brown, A. & Gordon Brown, G. (editores), South and East African Year Book and Guide for 1920, 26th issue.
- Madeira, Islas Canarias y Azores, A Samler Brown (tradução e edição de: Isabel González Cruz; Isabel Pascua Febles; Sonia del Carmen Bravo Utrera). Las Palmas de Gran Canaria: Ediciones del Cabildo de Gran Canaria, 2000.